# Zandweegbree
Zandweegbree (Plantago arenaria, synoniem: Plantago indica) is een eenjarige plant die behoort tot de weegbreefamilie (Plantaginaceae).

## Kenmerken
De plant wordt 10 tot 50 cm hoog. De rechtopstaande of opstijgende stengels zijn bebladerd en sterk vertakt. De bladeren zijn kort behaard. Ze staan kruisgewijs tegenover elkaar. Verder zijn ze lijnvormig, niet vlezig en gaafrandig, maar soms iets getand. De bovenste schutbladen zijn omgekeerd eirond tot breed spatelvormig en stomp. De onderste schutblaadjes zijn driehoekig tot rondachtig en in een priemvormige top versmald. Samen vormen ze een omwindsel aan de voet van de aar. De bloemen bloeien van juni tot in de herfst. Ze zijn tweeslachtig en worden bestoven door de wind. De lang gesteelde, eivormige tot bolvormige aren zitten in de bladoksels. De bloemen zijn bruinachtig en 4 mm groot, ze hebben lichtgele meeldraden. De vrucht is een doosvrucht en de plant is tweezaadlobbig.

## Ecologie
Zandweegbree groeit op natte en droge zanderige en ruderale plaatsen die voedselrijk zijn. Het betreft waterkanten zoals rivierstrandjes, zandafzettingen, zeeduinen, omgewerkte grond, ruigten, opgespoten grond, haventerreinen, bermen en spoorwegterreinen.

### Syntaxonomie
Zandweegbree komt vooral voor in de kweekdravik-associatie en de vlieszaad-associatie.

## Verspreiding
De soort komt oorspronkelijk uit Zuidwest-Azië en Zuid-Europa, ze is ingeburgerd in grote delen van Oost- en Midden-Europa. In Nederland en België komt de plant vooral voor langs rivieren, ze is er zeldzaam tot zeer zeldzaam. Sinds ongeveer 1900 komt zandweegbree in Nederland voor.